# Wein- und Sektgut Karle

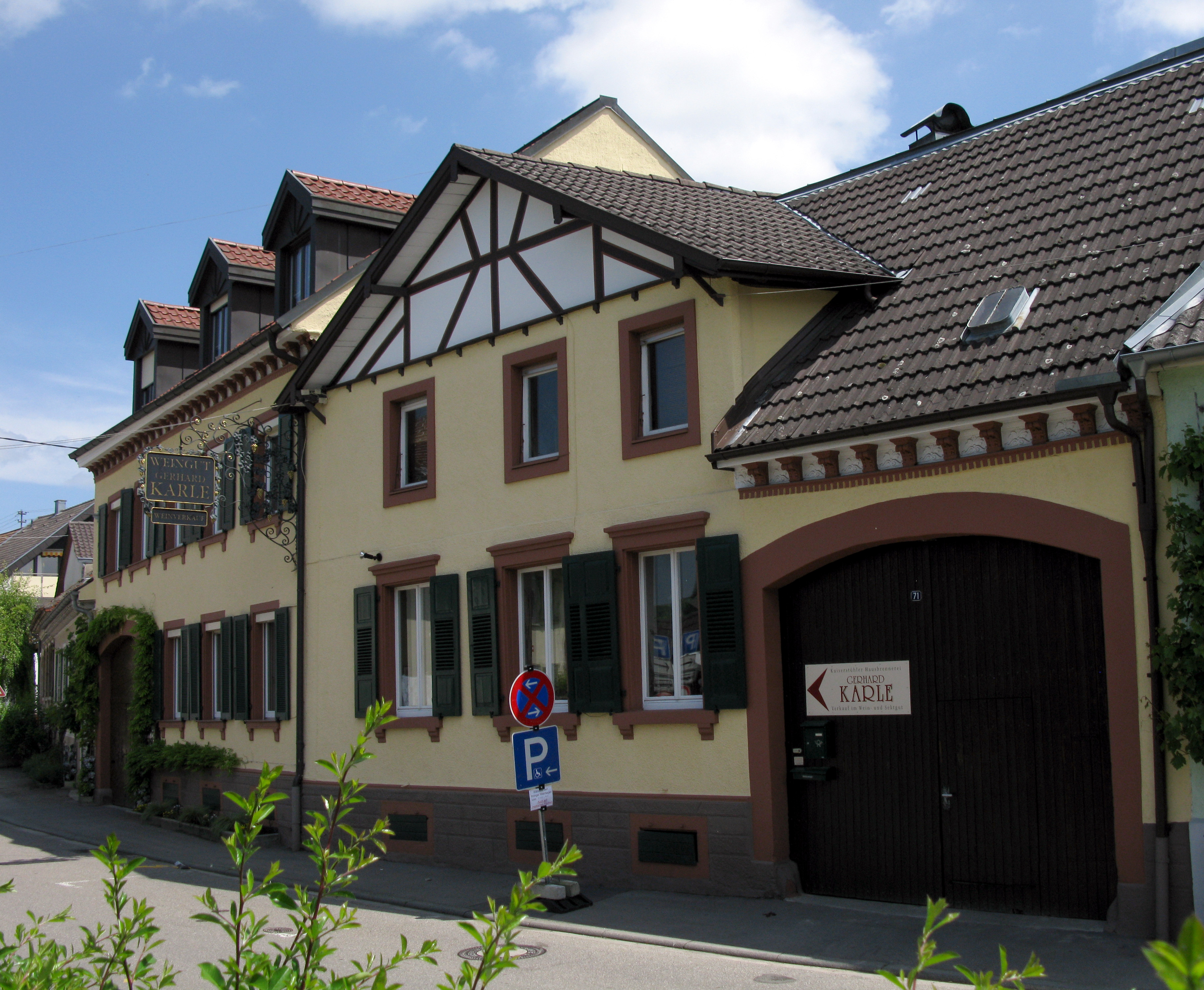
Weingut Karle

Das Wein- und Sektgut Karle in Ihringen am südlichen Kaiserstuhl bewirtschaftet rund 11 Hektar Weinberge im Weinbaugebiet Baden nach ökologischen Grundsätzen. Die Trauben werden grundsätzlich selektiv von Hand gelesen. Inhaber ist Gerhard Karle, der das 1899 gegründete Gut in der vierten Generation leitet. Es werden Weine und Sekte hergestellt.

## Lagen
Die Ihringer Lagen Winklerberg und Fohrenberg des Weinguts zählen zu den klimatisch bevorzugten Weinberglagen in Deutschland. Auf dem dortigen Vulkanverwitterungsgestein und den Lössböden gedeihen Riesling, Chardonnay,  Silvaner, Gewürztraminer und vor allem Spät-, Grau- und Weißburgunder, die auf 70 % der Anbaufläche gepflanzt sind.
Das Gut bietet auch einen Grauburgunder und einen Spätburgunder Rosé Winzersekt im klassischen Champagner-Verfahren (Flaschengärung) an.

## Auszeichnungen
Beim internationalen Wettbewerb Premium Select Wine Challenge erhielt das Wein- und Sektgut im Dezember 2005 für seinen 2003 Ihringer Winklerberg Spätburgunder Rotwein, Auslese, trocken eine Auszeichnung in Gold.
Das Wein- und Sektgut Karle ist das einzige DLG-empfohlene Weingut im Weinanbaugebiet Baden.